# Radical 149
Le radical 149, qui signifie la parole, est un des 20 des 214 radicaux chinois répertoriés dans le dictionnaire de Kangxi composés de sept traits.
Le caractère Unicode de 言 est 8A00.

## Caractères avec le radical 149
| nombre de traits          | caractères |                                                                      |
| ------------------------- | --- | -------------------------------------------------------------------- |
| Sans trait supplémentaire | 言 訁 | 讠                                                                   |
| 2 traits supplémentaires  | 䚮 䚯 䚰 訂 訃 訄 訅 訆 訇 計 | 计 订 讣 认 讥                                                       |
| 3 traits supplémentaires  | 䚱 䚲 訉 訊 訋 訌 訍 討 訏 訐 訑 訒 訓 訔 訕 訖 託 記 訙 訚 | 讦 讧 讨 让 讪 讫 讬 训 议 讯 记 讱                                  |
| 4 traits supplémentaires  | 䚳 䚴 䚵 䚶 䚷 䚸 䚹 䚺 䚻 䚼 䚽 䚾 䚿 䛀 䛁 䛂 䛃 䜣 訛 訜 訝 訞 訟 訠 訡 訢 訣 訤 訥 訦 訧 訨 訩 訪 訫 訬 設 訮 訯 訰 許 訲 訳                                                                | 讲 讳 讴 讵 讶 讷 许 讹 论 讻 讼 讽 设 访 诀                         |
| 5 traits supplémentaires  | 䛄 䛅 䛆 䛇 䛈 䛉 䛊 䛋 䛌 䛍 䛎 䛏 䛐 䛑 䛒 䛓 訴 訵 訶 訷 訸 訹 診 註 証 訽 訾 訿 詀 詁 詂 詃 詄 詅 詆 詇 詈 詉 詊 詋 詌 詍 詎 詏 詐 詑 詒 詓 詔 評 詖 詗 詘 詙 詚 詛 詜 詝 詞 詟 詠          | 证 诂 诃 评 诅 识 诇 诈 诉 诊 诋 诌 词 诎 诏 诐 译 诒                |
| 6 traits supplémentaires  | 䛔 䛕 䛖 䛗 䛘 䛙 䛚 䛛 䛜 䜤 詡 詢 詣 詤 詥 試 詧 詨 詩 詪 詫 詬 詭 詮 詯 詰 話 該 詳 詴 詵 詶 詷 詸 詹 詺 詻 詼 詽 詾 詿 誀 誁 誂 誃 誄 誅 誆 誇 誈 誉 誊                                     | 诓 诔 试 诖 诗 诘 诙 诚 诛 诜 话 诞 诟 诠 诡 询 诣 诤 该 详 诧 诨 诩 |
| 7 traits supplémentaires  | 䛝 䛞 䛟 䛠 䛡 䛢 䛣 䛤 䛥 䛦 䛧 䛨 誋 誌 認 誎 誏 誐 誑 誒 誓 誔 誕 誖 誗 誘 誙 誚 誛 誜 誝 語 誟 誠 誡 誢 誣 誤 誥 誦 誧 誨 誩 說 誫 説 読 誮 說 說                                           | 诪 诫 诬 语 诮 误 诰 诱 诲 诳 说 诵 诶                               |
| 8 traits supplémentaires  | 䛩 䛪 䛫 䛬 䛭 䛮 䛯 䛰 䛱 䛲 䛳 䛴 䛵 䛶 䛷 䛸 䜥 誯 誰 誱 課 誳 誴 誵 誶 誷 誸 誹 誺 誻 誼 誽 誾 調 諀 諁 諂 諃 諄 諅 諆 談 諈 諉 諊 請 諌 諍 諎 諏 諐 諑 諒 諓 諔 諕 論 諗 諘 諙 諚 諩 論 諒 | 请 诸 诹 诺 读 诼 诽 课 诿 谀 谁 谂 调 谄 谅 谆 谇 谈 谉 谊          |
| 9 traits supplémentaires  | 䛹 䛺 䛻 䛼 䛽 諛 諜 諝 諞 諟 諠 諡 諢 諣 諤 諥 諦 諧 諨 諪 諫 諬 諭 諮 諯 諰 諱 諲 諳 諴 諵 諶 諷 諸 諹 諺 諻 諼 諽 諾 諿 謀 謁 謂 謃 諾 諸                                                    | 谋 谌 谍 谎 谏 谐 谑 谒 谓 谔 谕 谖 谗 谘 谙 谚 谛 谜 谝 谞          |
| 10 traits supplémentaires | 䛾 䛿 䜀 䜁 䜂 䜦 䜧 謄 謅 謆 謇 謈 謉 謊 謋 謌 謍 謎 謏 謐 謑 謒 謓 謔 謕 謖 謗 謘 謙 謚 講 謜 謝 謞 謟 謠 謡 謢                                                                               | 谟 谠 谡 谢 谣 谤 谥 谦 谧                                           |
| 11 traits supplémentaires | 䜃 䜄 䜅 䜆 䜇 䜈 䜉 䜊 䜨 謣 謤 謥 謦 謧 謨 謩 謪 謫 謬 謭 謮 謯 謰 謱 謲 謳 謴 謵 謶 謷 謸 謹 謺 謻 謼 謽 謾                                                                                  | 谨 谩 谪 谫 谬                                                       |
| 12 traits supplémentaires | 䜋 䜌 䜍 䜎 䜏 䜐 䜑 謿 譀 譁 譂 譃 譄 譅 譆 譇 譈 證 譊 譋 譌 譎 譏 譐 譑 譒 譓 譔 譕 譖 譗 識 譙 譚 譛 譜                                                                                     | 谭 谮 谯 谰 谱 谲 識                                                 |
| 13 traits supplémentaires | 䜒 䜓 䜔 䜕 䜖 䜗 䜘 譍 譝 譞 譟 譠 譡 譢 譣 譤 譥 警 譧 譨 譩 譪 譫 譬 譭 譮 譯 議 譱 譲 | 谳 谴 谵                                                             |
| 14 traits supplémentaires | 䜙 䜚 䜛 䜜 䜝 䜞 譳 譴 譵 譶 護 譸 譹 譺 譻 譼 譽 |                                                                      |
| 15 traits supplémentaires | 䜟 䜠 䜡 譾 譿 讀 讁 讂 讃 讄 讅 讀 |                                                                      |
| 16 traits supplémentaires | 䜢 䜩 讆 讇 讈 讉 變 讋 讌 讍 讎 讏 讐 |                                                                      |
| 17 traits supplémentaires | 讑 讒 讓 讔 讕 讖 | 谶                                                                   |
| 18 traits supplémentaires | 讗 讘 讙 |                                                                      |
| 19 traits supplémentaires | 讚 讛 |                                                                      |
| 20 traits supplémentaires | 讜 讝 讞 |                                                                      |
| 22 traits supplémentaires | 讟 |                                                                      |